# نادرقلی ابراهیمی
نادرقلی ابراهیمی (زاده ۱۳۴۰، اراک) نمایندهٔ دورهٔ دوازدهم مجلس شورای اسلامی از حوزه انتخابیه اراک، کمیجان و خنداب در استان استان مرکزی است که با کسب ۳۹۵۶۲ رای به مجلس شورای اسلامی راه پیدا کرد.
وی پیش تر مدیرکل جهاد کشاورزی استان مرکزی و معاون برنامه‌ریزی سازمان تحقیقات و آموزش و ترویج کشاورزی بود.